# Laser archangelica
Laser archangelica är en växtart i släktet Laser och familjen flockblommiga växter.
Arten är en perenn ört som förekommer i östra Europa, från Karpaterna till Balkan. Den beskrevs först som Laserpitium archangelica av Franz Xaver von Wulfen 1787, och fick sitt nu gällande namn av Krzysztof Spalik och Aneta Wojewódzka 2016.